# 中之元駅
中之元駅（なかのもとえき）は、岐阜県揖斐郡大野町にあった名古屋鉄道（名鉄）揖斐線の駅である。

## 歴史
1928年（昭和3年）に美濃電気軌道が黒野駅から本揖斐駅まで路線を延伸させた際に開業した。同区間は2001年（平成13年）に全線廃止され、これに伴い当駅も廃駅となっている。

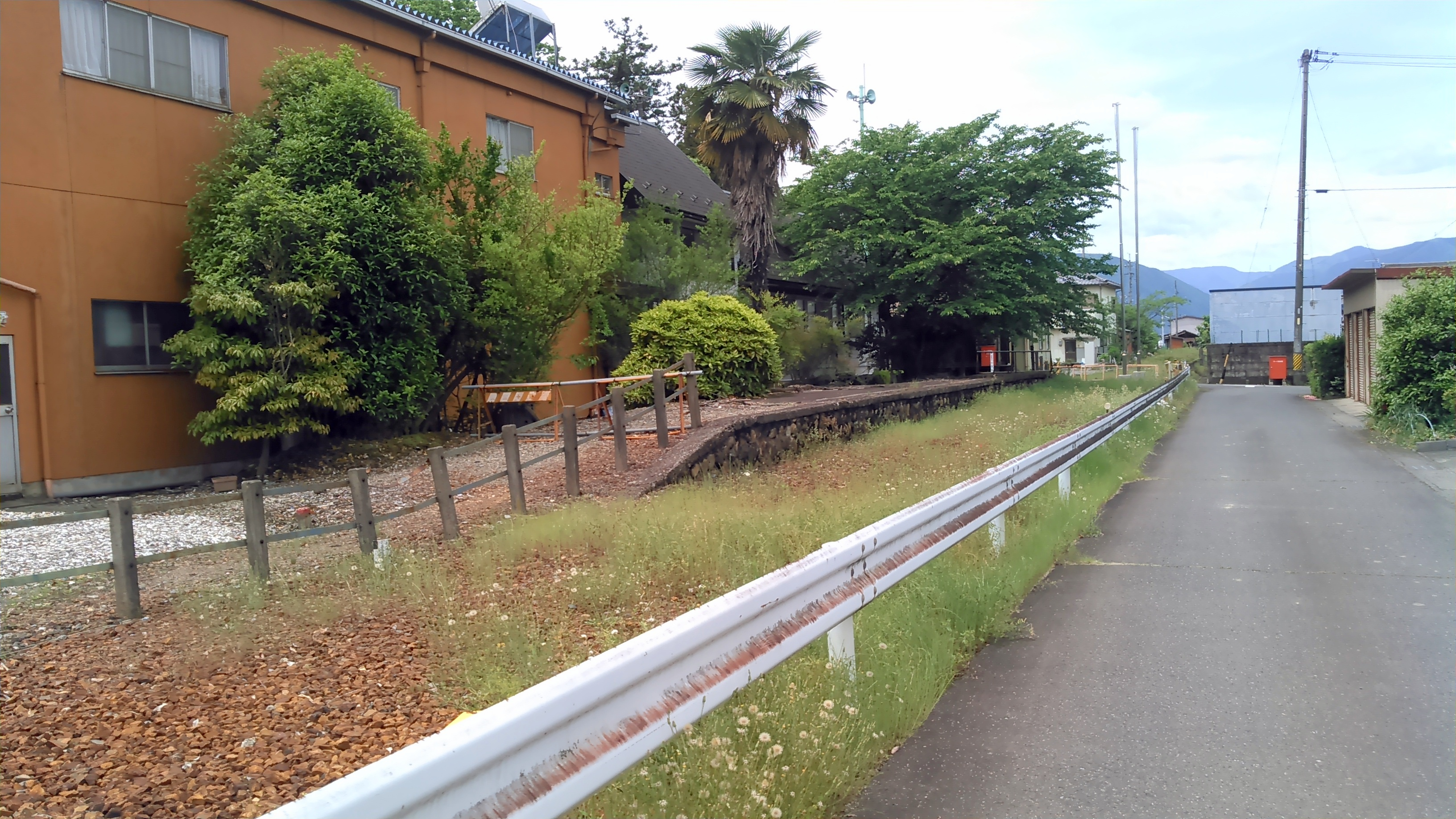
ホーム跡（2017年5月）

- 1928年（昭和3年）12月20日 - 美濃電気軌道北方線の黒野駅 - 本揖斐駅間の開業により開設[3][4][5]。
- 1930年（昭和5年）8月20日 - 美濃電気軌道が名古屋鉄道（初代。同年中に名岐鉄道に改称し、1935年より名古屋鉄道に再改称）に合併。同社の揖斐線となる[4]。
- 1948年（昭和23年）11月1日以前 - 無人化[6]（ただし、駅隣のよろず屋で切符を委託販売していた[7]）。
- 2001年（平成13年）10月1日 - 黒野駅 - 本揖斐駅間廃止に伴い廃駅[5][8]。

## 駅構造
- 単式1面1線で交換不可だった[7]。

### 配線図
| ← 本揖斐方面 | 中之元駅 構内配線略図 | → 忠節方面 |
| 凡例 出典:   |                       |            |

## 利用状況
- 『名古屋鉄道百年史』によると1992年度当時の1日平均乗降人員は214人であり、この値は岐阜市内線均一運賃区間内各駅（岐阜市内線・田神線・美濃町線徹明町駅 - 琴塚駅間）を除く名鉄全駅（342駅）中315位、 揖斐線・谷汲線（24駅）中13位であった[2]。

## 隣の駅
名古屋鉄道
揖斐線
黒野駅 - 中之元駅 - 清水駅

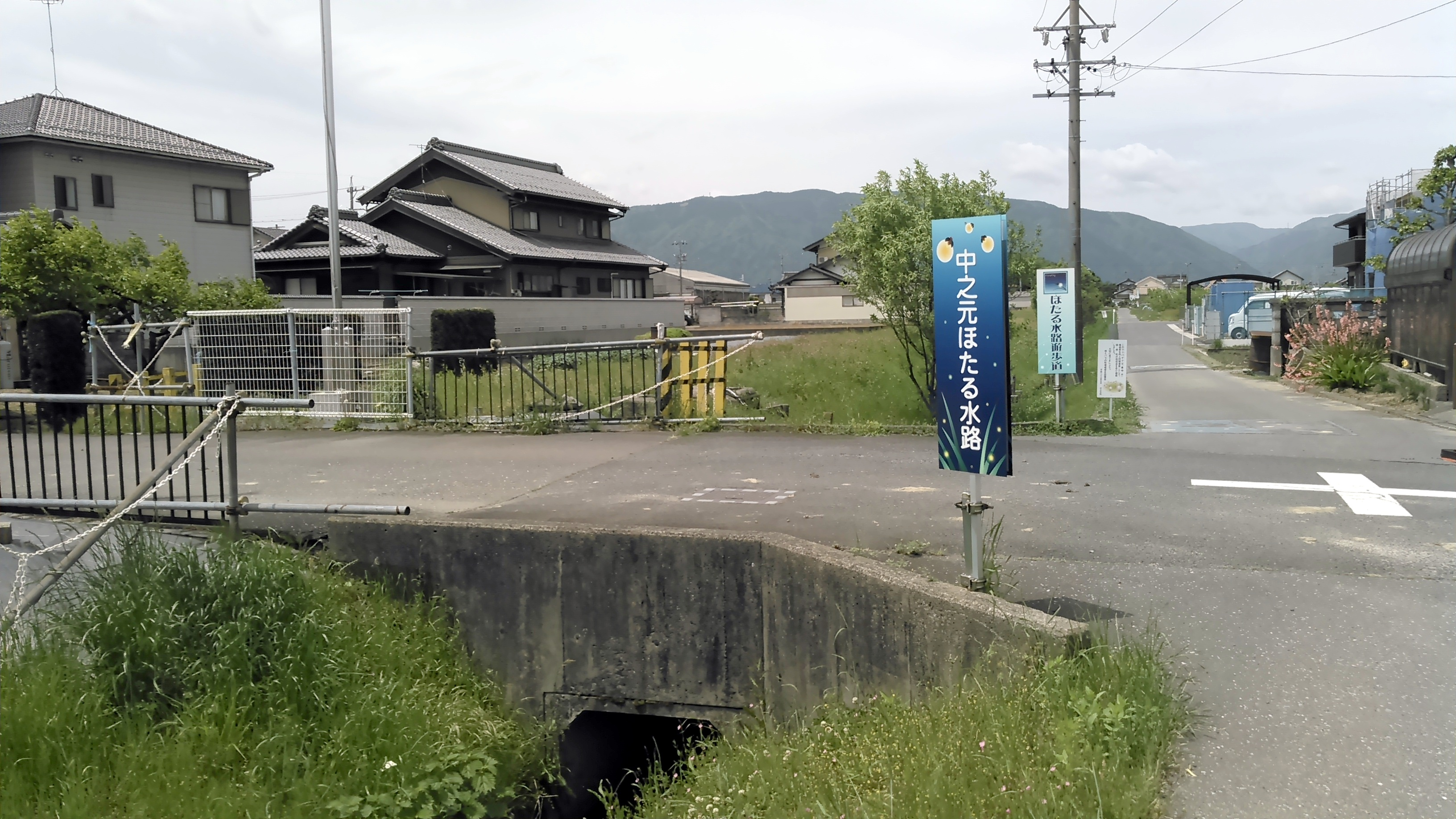
「中之元ほたる水路」掲示
（2017年5月）

- 1969年（昭和44年）までは隣の黒野駅との間に麻生駅が存在した。
- また黒野駅（麻生駅）-当駅廃線跡の400メートルの水路を「中之元ほたる水路」と掲示している（写真参照）。

## 代替交通手段

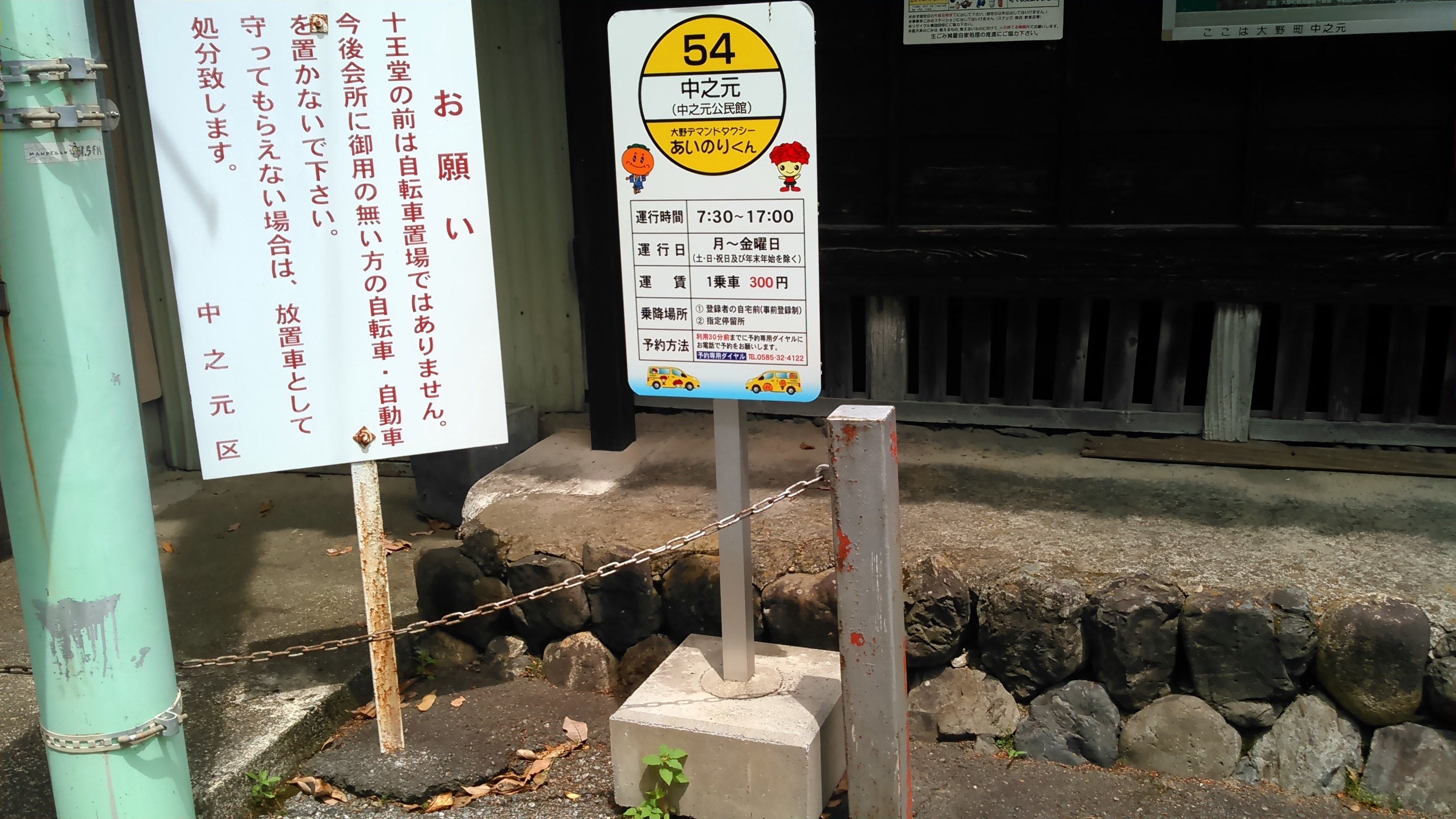
中之元停留所（2017年5月）

- 揖斐川町コミュニティバス：中之元バス停[11]
- 大野デマンドタクシー[13]：中之元停留所（中之元公民館）[15]